# Xerta
Xerta è un comune spagnolo di 1 309 abitanti situato nella comunità autonoma della Catalogna.